# Consuelo Meza Márquez
Consuelo Meza Márquez, originaria de Chihuahua, actualmente radica en Aguascalientes. Es socióloga, profesora e investigadora del Departamento de Sociología y Antropología de la Universidad Autónoma de Aguascalientes. Su línea de investigación es en identidad  y cultura de equidad, crítica social, literatura feminista.

## Trayectoria
Estudió la licenciatura en Sociología en la Universidad Autónoma de Aguascalientes, se especializó en Sociología de la Cultura y realizó su maestría en Ciencias del Hombre, ambas por la Universidad Autónoma de Aguascalientes. Es doctora en Humanidades por la Universidad Autónoma Metropolitana-Iztapalapa en la línea de Teoría Literaria con la tesis Escritoras Contemporáneas Centroamericanas: Identidad y Crítica Socioliteraria Feminista.
Actualmente es productora y conductora del programa de radio universitario "De Mujer, Símbolo y Pensamiento", así como dictaminadora de la revista semestral de investigación y divulgación sobre los estudios de género "GénEros" coeditada por la Asociación Colimense de Univerisitarias A.C de la Universidad de Colima.
Además es Profesora/Investigadora del Departamento de Sociología, desde 1984. Imparte las materias de Metodología Cualitativa, Estudios de Género y Talleres de Investigación. Ha dirigido tesis de licenciatura, maestría y doctorado en la línea de investigación en Género. Es integrante del núcleo académico básico del doctorado en Estudios Socioculturales y doctorado Interinstitucional en Arte y Cultura, ambos de la Universidad Autónoma de Aguascalientes.
Organiza y participó en el Segundo Encuentro Internacional de Investigación en Literatura de Mujeres de América Central. Evaluadora interna de proyectos de investigación Representante de la Red de Enlaces Académicos de Género de la RCO-ANUIES y pertenece al Sistema Nacional de Investigación.
Estancias Académicas:
University of Sussex, England en el Institute of Development Studies, 31 de mayo al 19 de agosto de 1994. 
Estancia LASA 97 Junior Lecturing Fellowship como Maestra invitada en el Programa Chicana-Latina Studies de la Universidad de Minnesota. Latin American Studies Association. Estados Unidos, abril de 1997.
En 1994, impartió la primera capacitación en género en el estado de Aguascalientes a mujeres integradas a organismos no gubernamentales, y a académicas de la UAA.
A lo largo de su carrera como profesora se ha preocupado por la formación de sociólogos, mujeres y varones, comprometidos con cerrar las brechas de desigualdad de género.

## Obra
Consuelo Márquez ha realizado diferentes publicaciones, algunas de ellas:
- Aportaciones para una Historia de La Literatura de Mujeres de América Central (2009).
- Reinventando el presente. De la apropiación del cuerpo a la construcción de la ciudadanía (2010, compilación)
- El cuerpo femenino. Denuncia y apropiación en las representaciones de la mujer en textos latinoamericanos (2010, compilación)
- Penélope: Setenta y cinco cuentistas centroamericanas (2017).
- Diccionario Biobibliográfico de Narradoras Centroamericanas con Obra Publicada entre 1890 y 2010 (2012).
- Aplicación a nivel piloto de los modelos de Prevención, Atención, Sanción y Erradicación de la violencia contra las Mujeres en el Estado de Aguascalientes (2013, coordinadora).
- Violencia de género hacia las mujeres. Manual para aplicar los protocolos de prevención, atención, contención, acompañamiento, e intervención con varones agresores (2013, coordinadora con Gabriela González Barragán).
- Narradoras Centroamericanas Contemporáneas: Identidad y Crítica Socioliteraria Feminista (2007, reimpresión 2008).
- La Utopía Feminista. Quehacer Literario de Cuatro Narradoras Mexicanas Contemporáneas (2000)[7]
- Mujeres en las literaturas indígenas y afrodescendientes en América Central (2015, compilación con la Dra. Magda Zavala)[8]
- La escritura de poetas mayas contemporáneas producida desde excéntricos espacios identitarios (2015, coautoría con la Dra. Aída Toledo)[8]

Capítulos de libros:
- La construcción de la identidad femenina en la novela Libertad en llamas de la escritora panameña Gloria Guardia. En Espacios de género  (2005). Universidad Autónoma de Aguascalientes.
- La crítica literaria feminista y la narrativa de mujeres: un estado de la cuestión. Rompiendo diques. Hacia una construcción de la equidad de género (2006). Universidad Autónoma de Aguascalientes.
- El protagonismo femenino en los relatos de la guerrilla de Rosario Aguilar y Gloria Guardia. En Voces del silencio. Literatura y Testimonio en Centroamérica (2006). Universidad Autónoma de Aguascalientes.
- La conformación de una tradición de la narrativa de mujeres centroamericanas, en Werner Mackenbach (comp.): Intersecciones y transgresiones. Universidad de Costa Rica, F Y G Editores de Guatemala, Guatemala 2008.
- Apuntes para una Historia del Periodismo Cultural Femenino en Centroamérica en Aportaciones para una historia de la literatura de mujeres de América Central. Universidad Autónoma de Aguascalientes, México 2009.
- Utopía y Compromiso: Relatos de Vida de Seis Narradoras Centroamericanas en Aportaciones para una historia de la literatura de mujeres de América Central. Universidad Autónoma de Aguascalientes, México 2009.
- Cuerpo, Sensualidad y Erotismo en Cuentistas Centroamericanas en El cuerpo femenino. Denuncia y apropiación en las representaciones de la mujer en textos latinoamericanos. Universidad Autónoma de Aguascalientes. México 2010.
- Poetas Desmitificadoras Centroamericanas: La apropiación del cuerpo, la sexualidad y el erotismo en El cuerpo femenino. Denuncia y apropiación en las representaciones de la mujer en textos latinoamericanos. Universidad Autónoma de Aguascalientes. México 2010.
- Cuerpo, Sensualidad y Erotismo: Espacio de resistencia desde el cual las narradoras centroamericanas impugnan los mandatos simbólico-culturales en Sociedad, Cultura y Literatura. FLACSO Ecuador, 2009.
- Oraciones transgresoras para la apropiación del cuerpo y la sexualidad femenina en poetas mexicanas y centroamericanas en Reinventando el presente. De la apropiación del cuerpo a la construcción de la ciudadanía. Universidad Autónoma de Aguascalientes, 2010.
- Historia, identidad y utopía en la poesía de mujeres pertenecientes a la diáspora afrocaribeña centroamericana en Reflexiones en torno a la escritura femenina.  Universidad de Guadalajara y Universidad Michoacana de San Nicolás de Hidalgo (2011), pp. 189-240.
- Diversidad cultural, discriminación y utopía en la poesía de mujeres pertenecientes a la diáspora afrocaribeña en Centroamérica en La mirada femenina desde la diversidad cultural (Comp. Laura Febres).  Universidad Metropolitana, Caracas, Venezuela (2013), pp. 17-61.
- Disputa por la Memoria y Afirmación de la Identidad en el Discurso Poético de las Escritoras Afrodescendientes del Caribe Centroamericano en El Caribe hispanoparlante en las obras de sus historiadores (Coord. Josef Opatrný). Universidad Carolina de Praga, Praga (2014), pp. 249-269.
- Memoria e Identidad en el discurso literario de las escritoras garífunas del Caribe Centroamericano en ¿Negro?... no, moreno… Afrodescendientes y el imaginario colectivo en México y Centroamérica (Coord. Emiliano Gallaga) Universidad de Ciencias y Artes de Chiapas, México (2014), pp. 215-241.
- Memoria, identidad y utopía en la poesía de las escritoras afrocentroamericanas: relatos de vida en Mujeres en las literaturas indígenas y afrodescendientes en América Central (Comp. Consuelo Meza Márquez y Magda Zavala). Universidad Autónoma de Aguascalientes, México (2015), pp. 119-185.

Revistas:
Discurso literario de las poetas garífunas de Caribe Centroamericano: Honduras, Nicaragua y Guatemala en Latinoamérica, revista de estudios latinoamericanos. Universidad Nacional Autónoma de México, Centro de Investigaciones sobre América Latina y el Caribe. N.º 55, 2012/2, pp. 245-278. 
Otras revistas:
En Estados Unidos ha publicado en Istmo, Revista Virtual de Estudios Literarios y Culturales Centroamericanos. En México, Revista GénEros de la Universidad de Colima. En Centroamérica, en la Revista Comunicación  del Instituto Tecnológico de Costa Rica, en Diálogos. Revista Electrónica de Historia de la Universidad de Costa Rica, en La Cuerda de Guatemala y en Carátula, Revista Cultural Centroamericana que tiene como director al escritor Sergio Ramírez.

## Reconocimientos
En el 2015 recibió el reconocimiento como “Ciudadana Distinguida” por parte del Municipio de Aguascalientes en el 440 aniversario.